# Режим полёта (фильм)
«Режим полёта» (порт. Modo Avião) — бразильская кинокомедия, снятая режиссёром Сезаром Родригешем; сценарий написан Ренато Фагундесом и Элис Нейм Бонтемпу. Главные роли исполнили Лариса Мануэла, Эражмо Карлос и Андре Фрамбаш. 
Премьера состоялась 23 января 2020 года на Netflix.

## Синопсис
Ана, мечтающая о карьере дизайнера одежды, бросает свои увлечения ради блога, в котором популяризирует известный бренд. Однако вскоре Ана попадает в аварию из-за разговора по телефону, после чего решает отказаться от гаджетов и переезжает на ферму своего деда.

## В ролях
- Лариса Мануэла— Ана

- Эражмо Карлос[англ.] — Джермано
- Катюся Каноро[англ.] — Карола
- Андре Фрамбаш[англ.] — Жуан
- Мишел Берковиш — Инасио
- Силвия Лоренсу — Лаура
- Мариана Амансио — Рэбекка
- Айке Дуарте[англ.] — Гил
- Хельга Неметик — Виктория
- Фелликс Моура — Фаусто

## Производство
В апреле 2019-го на Rio Creative Conference было объявлено, что Netflix выпустит свой первый бразильский комедийный фильм в главной роли с Маноелой. В июне того же года стало известно о присоединении к актёрскому составу Эражмо Карлоса и Андре Фрамбаша.